# Vipsania (esposa de Varo)
Vipsania Marcella fue una dama romana del siglo I a. C. hija de Marco Vipsanio Agripa con su segunda esposa Marcela la Mayor, aunque no se puede descartar que fuera hija de Cecilia Ática. Si fue hija de la primera, fue la primera nieta de Octavia la Menor y la primera sobrina nieta del primer emperador romano Augusto.

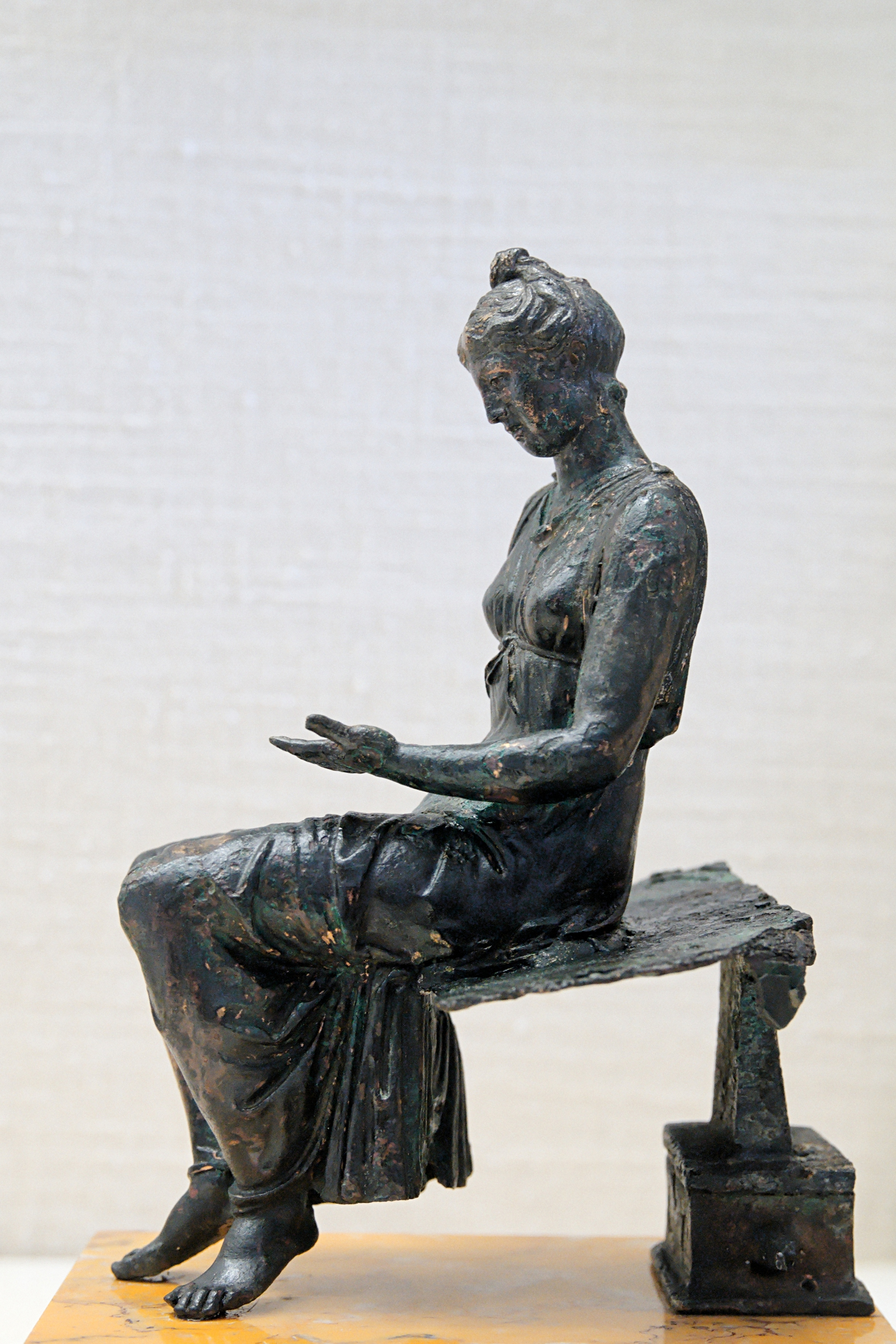
Estatua de bronce del siglo l que representa a una mujer leyendo.

## Matrimonios, descendencia y fallecimiento
Alrededor de 14 a. C., se casó con el general y político romano Publio Quintilio Varo y, quizá posteriormente, con Marco Emilio Lépido. Si se casó con este último, un hijo suyo sería conocido por una dedicatoria en la basílica Emilia. Poco se sabe acerca de este matrimonio, ni si tuvieron hijos.
Según Tácito, no murió de parto o por causas naturales, ya que el historiador afirma que los hijos de Agripa murieron en batalla, de inanición o envenenados. Sin embargo, puede que se refiera exclusivamente a los hijos de Agripa con su esposa Julia la Mayor, la hija del emperador Augusto, ya que el historiador no menciona específicamente su nombre. No se sabe a ciencia cierta la fecha de su muerte.
En los libros de Robert Graves Yo, Claudio y Claudio el Dios, la emperatriz romana Livia Drusila la acusa de incesto con su difunto padre, lo que la conduce al suicidio.